# Templemore
Templemore (An Teampall Mór en irlandais) est une ville du comté de Tipperary en Irlande.
La ville de Templemore compte 2 384 habitants.

## Jumelages
Prémilhat (France) depuis 2004.